# Benjamin Thorpe
Benjamin Thorpe (1782 - julio de 1870) fue un erudito en el idioma anglosajón y de la mitología nórdica inglés.
Tras estudiar por cuatro años en la Universidad de Copenhague, bajo el filólogo danés Rasmus Christian Rask, regresó a Inglaterra en 1830, y en 1832 publicó una versión en inglés del famoso Himno de Caedmon, lo que le valió una reputación inmediata de erudito en anglosajón.
En 1834 publicó Analecta Anglo-Saxonica, que fue por muchos años el libro de texto obligatorio del anglosajón en inglés. Sin embargo, su trabajo más conocido son los tres volúmenes de Northern Mythology (Mitología nórdica) de 1851. La suya fue la primera buena traducción completa de la Edda poética (1866). Thorpe murió en Chiswick en julio de 1870. El valor de su trabajo le fue reconocido con una pensión civil en 1835.

## Obra
- Ancient Laws and Institutes of England (Antiguas leyes e instituciones de Inglaterra, 1840), una traducción al inglés de las leyes dictadas por los reyes anglosajones.
- The Holy Gospels in Anglo-Saxon (Los santos evangelios en anglosajón, 1842)
- Codex Exoniensis (1842), una colección de poesía anglosajona con traducciones al inglés.
- Una traducción al inglés del History of England under the Anglo-Saxon Kings (Historia de Inglaterra bajo los reyes anglosajones) de Johann Martin Lappenberg (1845).
- Anglo-Saxon Poems of Beowulf (Poemas anglosajones de Beowulf, 1855), una traducción.
- Diplomatarium Anglicum aevi saxonici (1865), una colección de antiguos estatutos ingleses.